# Test di costituenza
I test di costituenza sono test utilizzati in linguistica per riconoscere i sintagmi, cioè le sequenze di parole che fanno gruppo tra loro e si comportano come unità.
Ci sono diversi test per il riconoscimento dei sintagmi:
- Test di mobilità o spostamento
- Test della sostituibilità
- Test dell'enunciabilità in isolamento
- Test della scissione
- Test della coordinabilità
- Test della non interrompibilità
- Test dell'ellissi

I sintagmi, quindi, per essere definiti tali devono superare un test di costituenza, ma “superare un determinato test è una condizione sufficiente, ma non necessaria di costituenza”, dunque, per stabilire se un gruppo di parole è un sintagma, può essere necessario fare ricorso ai diversi criteri.

## Test di mobilità o spostamento
Un sintagma è tale se può occupare diverse posizioni all'interno di un enunciato (nei limiti di rigidità o libertà di ordine dei costituenti in una determinata lingua) e se le parole che lo costituiscono si muovono insieme nella frase.
Esempio:
```
(a) Francesca e Alessio partiranno 
il prossimo mese
.
```

In questo caso la sequenza di parole “il prossimo mese” può essere spostata dalla posizione finale a quella iniziale:
```
(a') 
Il prossimo mese
 Francesca e Alessio partiranno.
```

Dunque, il gruppo di parole “il prossimo mese” è un sintagma (nominale) perché, se separiamo “mese” dal suo modificatore “prossimo”, si ottengono frasi agrammaticali (indicate convenzionalmente con l'asterisco "*") come:
```
(a'’) *Il prossimo Francesca e Alessio partiranno mese.
```

```
(a'’') *Partiranno mese Francesca e Alessio il prossimo.
```

Testa e modificatore, quindi, devono muoversi congiuntamente all'interno della frase affinché questa risulti grammaticale.
Queste operazioni di movimento consistono, dunque, in uno spostamento di un elemento che va ad occupare una posizione marcata. La frase dell'esempio (a'), infatti, è detta frase marcata, cioè presenta una sequenza che non segue il normale modello SVO (soggetto-verbo-oggetto), ma mette in rilievo un costituente frasale;l'attenzione è posta su un elemento della frase ed è  prevista una dislocazione in posizione iniziale di un costituente frasale (focalizzazione); in particolare, la posizione solitamente occupata dal tema viene in questo caso occupata dal rema.
Per esempio nella frase:
```
(1) Maria vuole regalare una maglietta di Topolino a sua sorella.
```

È possibile usare la focalizzazione per verificare quali sono i costituenti:
```
-
Una maglietta di Topolino
, Maria vuole regalare a sua sorella.
-
Regalare una maglietta di Topolino a sua sorella
, vuole Maria.
- * 
Una maglietta
, Maria vuole a sua sorella di Topolino regalare.
```

Il test di mobilità permette, anche, di disambiguare frasi ambigue come:
```
(2) Il carabiniere insegue i ladri con il cappello.
-
Con il cappello
, il carabiniere insegue i ladri.(non senza il cappello)
-
I ladri
, il carabiniere insegue con il cappello.(non altri)
-
I ladri con il cappello
, il carabiniere insegue.(non quelli senza cappello)
- *
I ladri con
 il carabiniere insegue il cappello.
```

Nell'ultimo esempio la frase risulta agrammaticale perché “i ladri con” non costituisce un sintagma senza “il cappello”.

## Test della sostituibilità
Un sintagma è tale se può essere sostituito, cioè quando una sequenza di parole può essere sostituita da un pronome personale o altre forme, dette proforme.
Considerando la frase:
```
(b) 
I due amici
 usciranno a fare la spesa domani.
```

è possibile sostituire il gruppo di parole “i due amici” con il pronome personale “loro” e la frase che si ottiene sarà:
```
(b') 
Loro
 usciranno a fare la spesa domani.
```

Oppure in:
```
(3) Lucia vuole dare i croccantini al cane.
```

è possibile sostituire il gruppo di parole “al cane” con la proforma “gli” e la frase che si ottiene sarà:
```
(3') Lucia vuole dar
gli
 i croccantini.
```

## Test dell'enunciabilità in isolamento
Un sintagma è tale se può essere pronunciato in isolamento e costituire da solo un enunciato:
```
(c) 
Il corriere
 ha consegnato il pacco.
(c') (Chi ha consegnato il pacco?) 
Il corriere
.
```

La frase diventa agrammaticale se “il” e “corriere” sono disgiunti:
```
(c'’) (Chi ha consegnato il pacco?) *il, *corriere, *corriere ha...ecc.
```

Per individuare i sintagmi in isolamento si usano solitamente le domande WH, poiché nelle risposte si avrà un sintagma isolato.
Esempio:
```
(4) Luca vuole regalare un cane al suo amico.
-
Cosa vuole regalare Luca al suo amico?
 Un cane.
-
Cosa vuole Luca?
 Regalare un cane al suo amico.
-
Cosa vuole Luca?
 Regalare un cane.
```

## Test della scissione
Un sintagma è tale se può essere fatto oggetto di una frase scissa, cioè se separandolo dal resto della proposizione costituisce una frase spezzata in due parti in cui è messo in rilievo un costituente frasale.
Di solito si ha nella prima parte Verbo essere+ elemento (rema) e il tema nella seconda parte; le due frasi sono collegate da un “che” pseudorelativo.
Per esempio in:
```
(d) La mia amica legge gli appunti di linguistica.
```

Possiamo isolare con la struttura è... che la sequenza di parole “la mia amica” e la frase che otteniamo è:
```
(d') È la mia amica che legge gli appunti di linguistica.
```

Non è possibile isolare, invece, le singole parole che costituiscono il sintagma “la mia amica” poiché ne verrebbero fuori frasi agrammaticali:
```
(d'’) *È amica che la mia legge gli appunti di linguistica.
```

Oppure:
```
(d'’') *È la mia che amica legge gli appunti di linguistica.
```

## Test della coordinabilità
Questo criterio permette di riconoscere quali sequenze di parole che fanno parte di una frase coordinata sono sintagmi e cioè individuare gruppi di parole che rappresentano sintagmi dello stesso tipo.
Due o più sintagmi diversi possono essere considerati dello stesso tipo se coordinabili.
Vale per sintagmi nominali (1), aggettivali (2), verbali (3), ecc:
```
(1) Quel bambino e il suo compagno sono stati puniti.
(2) Ho comprato un dolce fresco e gustoso.
(3) Studia e lavora con molto impegno.
```

Inoltre, secondo il criterio di coordinabilità, non è possibile trovare in rapporto di coordinazione sequenze di parole che non formano sintagmi:
```
(f) * L'insegnante di Luca spiega e di Marco interroga.
```

## Test della non interrompibilità
Un sintagma è tale se costituisce un'unità non interrompibile, cioè un costituente. Il criterio della non-interrompibilità consiste, infatti, nell'inserire all'interno di una sequenza di parole unitaria un morfema.
Se si ottiene una frase agrammaticale allora la sequenza di parole spezzate è un sintagma, perché un sintagma non può essere liberamente interrotto da materiale morfologico.
Per esempio nella frase:
```
(g) Luana ha preparato la torta senza uova.
```

Se interrompiamo la sequenza di parole “senza uova” otteniamo una frase agrammaticale:
```
(g') *Ha preparato la torta senza Luana uova.
```

## Test dell'ellissi
Un sintagma è tale se è soggetto a ellissi, cioè all'omissione, in una frase, di una sequenza di parole già presente nell'interpretazione della frase e, quindi, recuperabile dal contesto linguistico:
```
(5) Anna è una ragazza studiosa, ma anche Federica. (sottinteso: è una ragazza studiosa)
```